# Hyla simplex
A Hyla simplex a kétéltűek (Amphibia) osztályának békák (Anura) rendjébe és a levelibéka-félék (Hylidae) családjába tartozó faj.

## Előfordulása
A faj Kínában, Vietnámban és valószínűleg Laoszban él. Természetes élőhelye a szubtrópusi vagy trópusi nedves síkvidéki erdők, szubtrópusi vagy trópusi nedves hegyvidéki erdők, bozótosok, édesvízi mocsarak, művelt földek, pocsolyák, öntözött földek és időszakosan elárasztott mezőgazdasági területek. A fajra élőhelyének elvesztése jelent fenyegetést.